# Sandersellus delongi
Sandersellus delongi är en insektsart som beskrevs av Nielson 1975. Sandersellus delongi ingår i släktet Sandersellus och familjen dvärgstritar. Inga underarter finns listade i Catalogue of Life.